# AT&T Park
AT&T Park – stadion baseballowy w San Francisco, na którym swoje mecze rozgrywa zespół San Francisco Giants. Arena Meczu Gwiazd w 2007 roku.
Budowę obiektu rozpoczęto w grudniu 1997, a do użytku oddano go w marcu 2000. Pierwszy mecz w ramach spring training rozegrano 31 marca 2000, pierwszy mecz sezonu zasadniczego odbył się 11 kwietnia 2000. Rekord frekwencji zanotowano 22 lipca 2004 na meczu Giants – San Diego Padres; spotkanie obejrzało 42 686 widzów.
Na AT&T Park miały miejsce również mecze futbolu amerykańskiego i piłkarskie. W marcu 2013 na stadionie rozegrano rundę finałową turnieju World Baseball Classic.